# Čínský cestovní pas

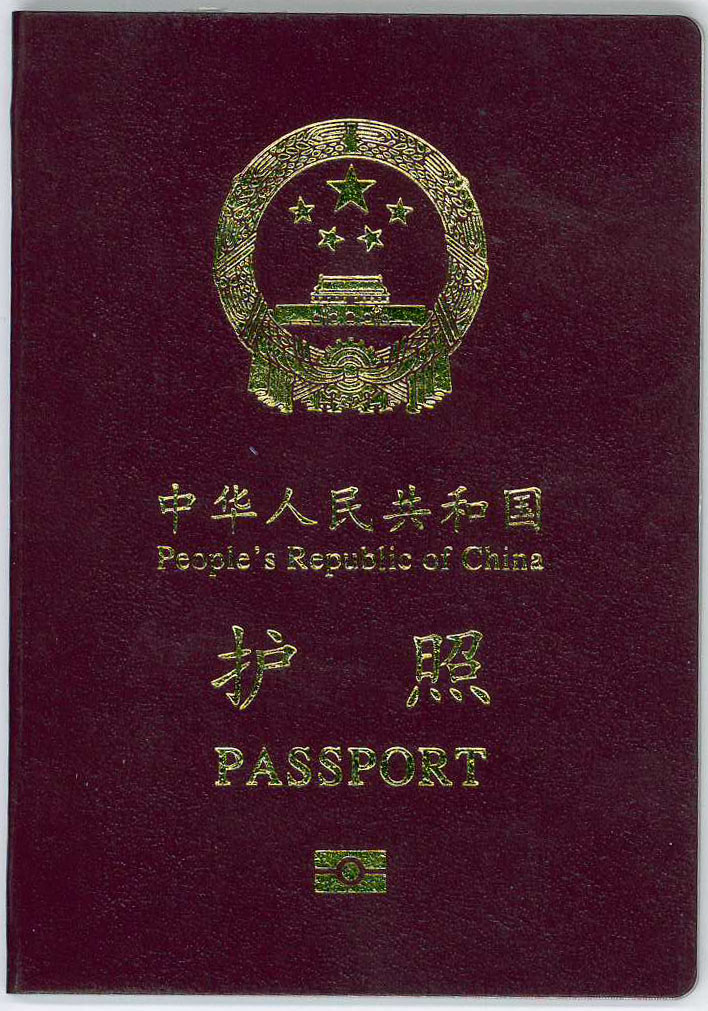

Cestovní pas Čínské lidové republiky, běžně označovaný jako čínský cestovní pas nebo jen čínský pas, je cestovní pas vydávaný občanům Čínské lidové republiky (ČLR) za účelem mezinárodního cestování a poskytuje svému nositeli ochranu čínských konzulárních úředníků v zahraničí.
Dne 1. července 2011 Ministerstvo zahraničních věcí Čínské lidové republiky zahájilo zkušební vydávání elektronických pasů pro osoby vykonávající záležitosti veřejného zájmu v zahraničí jménem čínské vlády. Obličej, otisky prstů a další biometrické prvky držitele pasu jsou digitalizovány a uloženy v předinstalovaném bezkontaktním biometrickém čipu spolu se „jménem, pohlavím a osobní fotografií majitele pasu a s dobou jeho platnosti a digitálním certifikátem čipu". Běžné biometrické pasy zavedlo Ministerstvo veřejné bezpečnosti dne 15. května 2012. Od ledna 2015 jsou všechny nové pasy vydané Čínou biometrické elektronické pasy. Nebiometrické pasy se již nevydávají. 
V roce 2012 mělo více než 38 milionů čínských občanů běžné pasy, což v té době představovalo pouze 2,86 procenta celkové populace. V roce 2014 Čína vydala 16 milionů pasů, čímž se umístila na prvním místě na světě a předstihla Spojené státy (14 milionů) a Indii (10 milionů).  Počet běžných pasů v oběhu vzrostl do října 2016 na 120 milionů, což bylo přibližně 8,7 procenta populace.  Do dubna 2017 vydala Čína přes 100 milionů běžných biometrických pasů.

## Vízové požadavky

Čína
Vyžaduje se povolení ke vstupu a výstupu pro SAR Hong Kong a Macao
Vízum není nutné
Vízum k dispozici jak při příjezdu, tak online
Vízum při příjezdu
eVisa
Vízum nutné předem
Vízum lze vydat, ale vstup do cestovního ruchu je velmi pravděpodobně odmítnut
Turistický vstup omezen